# Takintoucht
 (août 2009).
Si vous disposez d'ouvrages ou d'articles de référence ou si vous connaissez des sites web de qualité traitant du thème abordé ici, merci de compléter l'article en donnant les références utiles à sa vérifiabilité et en les liant à la section « Notes et références ».

Takintoucht est un massif montagneux algérien appartenant à la chaîne des Babors et situé en Kabylie situé au nord de Sétif et au sud de Béjaia.
Takintoucht est, avec une altitude de 1 674 m, une des plus hautes montagnes de la chaine des Babors.
Adrar n' T'kintoucht qui signifie la cime d'une montagne est l'appellation donnée par les habitants vivant aux alentours pour lesquels cette montagne, par sa hauteur, constitue une grande fierté pour les villageois qui, autrefois, y rendaient un culte religieux en sacrifiant des moutons dans le but de se rapprocher de Dieu.
D'accès facile, de nombreux chemins parcourent ce massif montagneux, reliant différents villages entre eux. Le plus ancien chemin remontant à la Rome antique, époque à laquelle les Romains utilisaient cette montagne pour surveiller les alentours compte tenu de son positionnement stratégique. Les Romains ont d'ailleurs laissé des ruines à Tablat ou'Zrou et Akham ou Roumi, preuve qu'ils y ont résidé.
De nos jours, cette montagne est en situation de destruction écologique, les autorités l'ayant transformée en une grande déchèterie. Un autre grand problème est le déboisement de sa forêt pendant la saison hivernale qui engendre une importante érosion risquant d'endommager les villages limitrophes. Les incendies de forêt estivaux ne sont pas plus cléments à l'égard de son couvert végétal typiquement méditerranéen.
Cette montagne, remarquable depuis la baie de Bejaia par sa morphologie unique caractérisée par une voute en ellipse flanquée d'un cône n'est pas la plus haute de la chaine des Babors.
En effet, cette chaine de montagne culmine à l'est avec Adrar n Babor aux cédraies millénaires à 2 004 m (wilaya de Sétif). Suivi par Adrar n Tababort, 1 996 m (wilaya de Jijel). Arrive ensuite le pittoresque Adrar N Takoucht, aussi appelé Adrar n Sidi Abed ou encore Adrar n Lhat, à 1 896 m (wilaya de Bejaia).
Adrar n Zen, situé au nord est de la ville de Bouandas culmine quant à lui à plus de 1 700 m.
Ce dernier est épaulé par Adrar n Youssef à l'est et Adrar n Sidi Bouandas à l'ouest, situé précisément au-dessus de la ville éponyme de Bouandas.
Adrar N Youssef et Adrar n Sidi Bouandas sont tous deux exploités au travers de carrières d'agrégats qui défigurent l'impressionnant panorama alpin.
Ces trois derniers monts, ainsi que l'Adrar n Takintoucht sont situés dans la wilaya de Sétif